# Саут Мајами (Флорида)
Саут Мајами (енгл. South Miami) град је у америчкој савезној држави Флорида. По попису становништва из 2010. у њему је живело 11.657 становника.

## Демографија
Према попису становништва из 2010. у граду је живело 11.657 становника, што је 916 (8,5%) становника више него 2000. године.
| Група             | 2000.         | 2010.         |
| Белци             | 4.174 (38,9%) | 4.123 (35,4%) |
| Афроамериканци    | 2.653 (24,7%) | 1.985 (17,0%) |
| Азијати           | 150 (1,4%)    | 459 (3,9%)    |
| Хиспаноамериканци | 3.692 (34,4%) | 5.025 (43,1%) |
| Укупно            | 10.741        | 11.657        |